# Lowther Castle

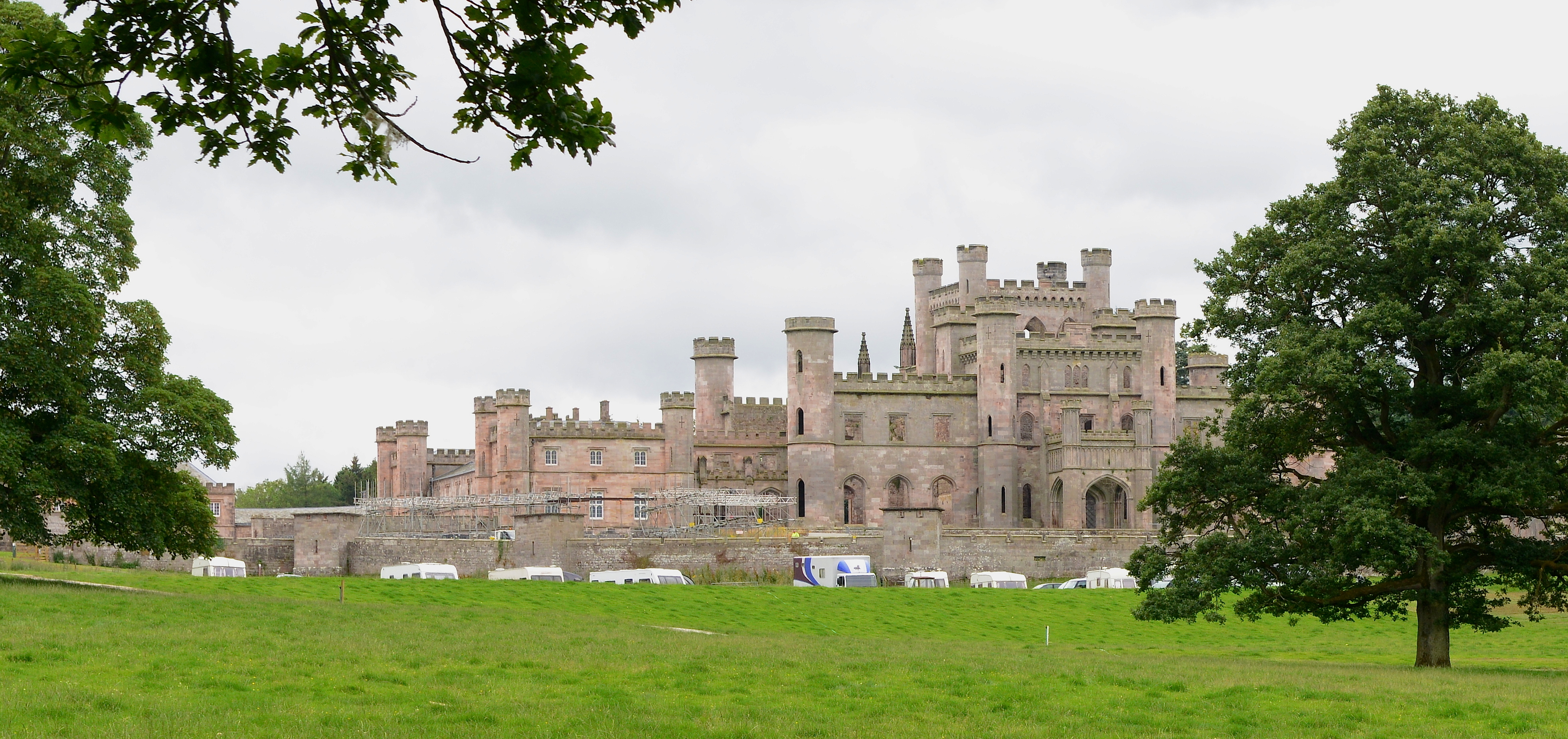
Lowther Castle

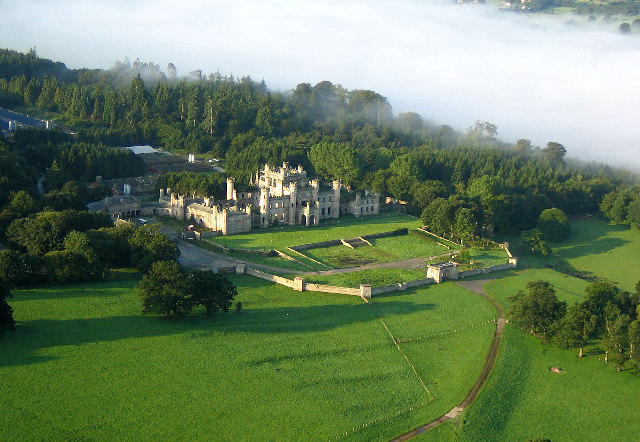
Luftbild von Lowther Castle

Lowther Castle ist die Ruine eines Landhauses in der englischen Grafschaft Cumbria (früher: Westmorland). Es gehörte seit dem Mittelalter der Familie Lowther, den Earls of Lonsdale.

## Geschichte

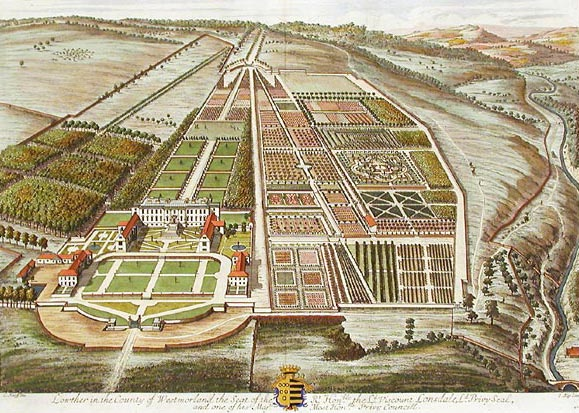
Lowther Hall Anfang des 18. Jahrhunderts

Ende des 17. Jahrhunderts ließ John Lowther, 1. Viscount of Lonsdale, den bis dahin Lowther Hall genannten Familiensitz in großartiger Manier neu bauen. Das heutige, „Lowther Castle“ genannte Gebäude ist ein mit Zinnen versehenes Landhaus, das 1806–1814 von Robert Smirke für William Lowther, 1. Earl of Lonsdale, baute.
George Macartney konnte bei seinem Besuch des Sommerresidenz des chinesischen Kaisers in Chengde 1793 die Großartigkeit dieses Gebäudes nur mit der Lowther Hall vergleichen:

„Wenn man behaupten kann, dass ein Ort in England ähnliche Details wie der westliche Park aufweisen kann, was ich heute behaupten kann, so ist dies Lowther Hall in Westmorland, die (als ich sie vor vielen Jahren sah) vom Ausmaß der Aussicht, den großartigen Details der Umgebung, der noblen Lage, der Diversität der Oberflächen, den ausgedehnten Wäldern und dem Vorherrschen von Wasser, denke ich, von einem Mann von Verstand, Geist und Geschmack als der schönste Platz in den britischen Dominionen bezeichnet werden kann.“

Weil das Familienvermögen durch die Extravaganz von Hugh Lowther, 5 Earl of Lonsdale, einem bekannten Mitglied der oberen Zehntausend, stark in Mitleidenschaft gezogen wurde, gab die Familie das Landhaus 1937 auf. Im Zweiten Weltkrieg diente es als Quartier für ein Panzerregiment. Die Ausstattung wurde Ende der 1940er-Jahre aus dem Landhaus entfernt. 1957 wurde das Dach abgedeckt und damit das Gebäude dem Verfall preisgegeben. Der nackte Bau befindet sich heute im Besitz des Lowther Castle and Gardens Trust.
Im 19. Jahrhundert wurde ein Schiff der Ostindien-Kompanie, die HCS Lowther Castle, nach dem Anwesen benannt.

## William und Augusta Lowther, 1. Earl und Countess of Lonsdale

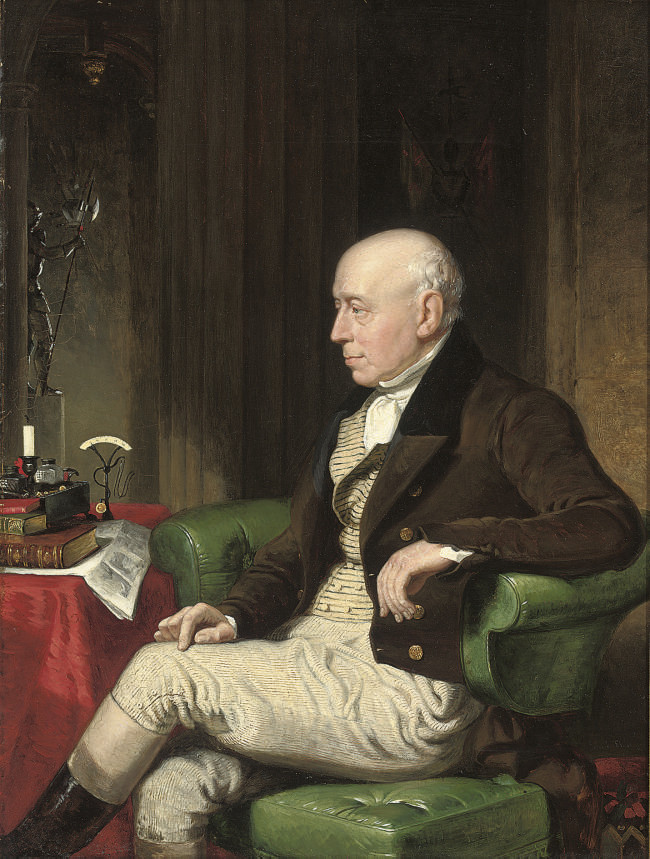
William Lowther, 1. Earl of Lonsdale

William Lowther wurde 1757 geboren und war etwa 52 Jahre alt, als er Lowther Castle bauen ließ. Er war der älteste Sohn von Reverend Sir William Lowther und Anne Zouch. Er studierte an der Universität von Cambridge und wurde 1780, im Alter von 23 Jahren, Parlamentsabgeordneter. Ein Jahr später heiratete er Lady Augusta Fane, die Tochter von John, 9. Earl of Westmorland. Er blieb bis 1802 Parlamentarier und erbte dann das Anwesen von seinem Vetter, James Lowther, 1. Earl of Lonsdale.

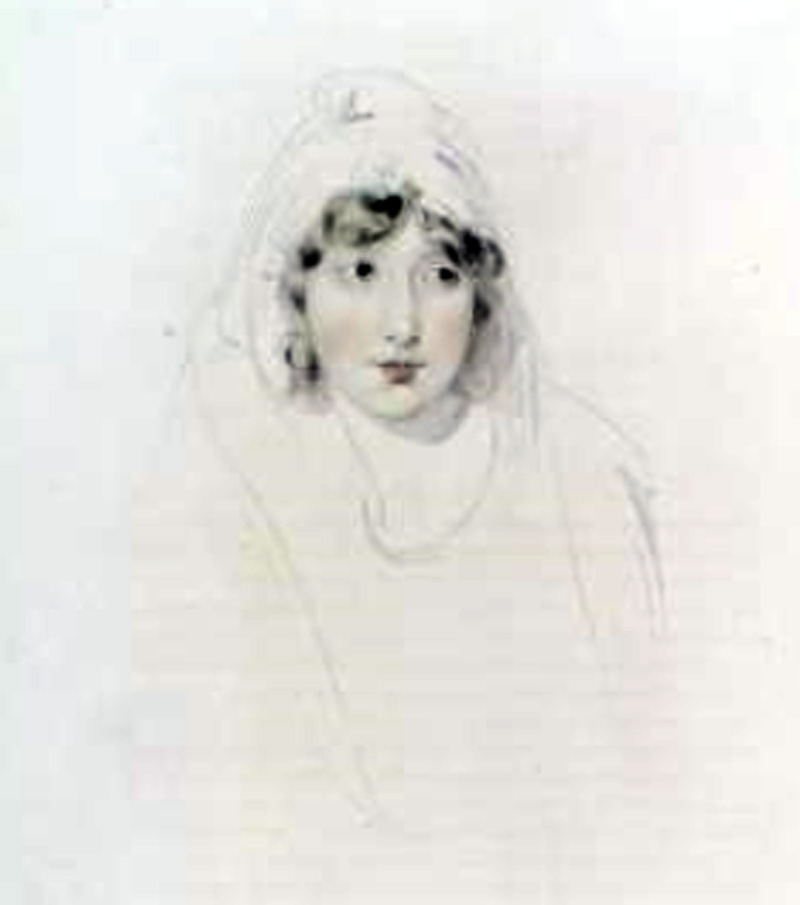
Augusta Countess of Lonsdale, Gemälde von Sir Thomas Lawrence

Sir James Lowther hatte eine eher unrühmliche Geschichte. Er machte große Schulden beim Vater von William Wordsworth und weigerte sich trotz vieler Ermahnungen durch die Familie, sie zu bezahlen. Als er 1802 starb und sein Vetter William sein Vermögen erbte, zahlte dieser sofort das Geld einschließlich Zinsen an die Familie Wordsworth zurück. Er schloss auch Freundschaft mit William Wordsworth und unterstützte ihn finanziell. Wordsworth weilte häufig in Lowther Castle, und viele seiner veröffentlichten Briefe verfasste er dort.
Wordsworth schrieb etliche Gedichte für William Lowther. Teil eines Verses über Lowther Castle lautet:

„Lowther! in thy majestic Pile are seen

Cathedral pomp and grace in apt accord

With the baronial castle's sterner mien“

Lady Augusta Lonsdale, Williams Gattin, war auch eine Kunstmäzenin und hatte ein Album, in das einige der Dichter, die Lowther Castle besuchten, ihre Verse schrieben. Wordsworth schrieb ein langes Gedicht ihr zu Ehren in das Album, das auch in seinen veröffentlichten Arbeiten zu finden ist.
Robert Southey, ein weiterer bekannter Dichter, war auch ein häufiger Besucher in dem Landhaus und er schrieb ebenfalls in Lady Lonsdales Album. Einer seiner Verse über Lowther Castle lautet:

„Lowther! have I beheld thy stately walls,

Thy pinnacles, and broad embattled brow,

And hospitable halls.

The sun those wide spread battlements shall crest,

And silent years unharming shall go by,

Till centuries in their course invest

Thy towers with sanctity.“

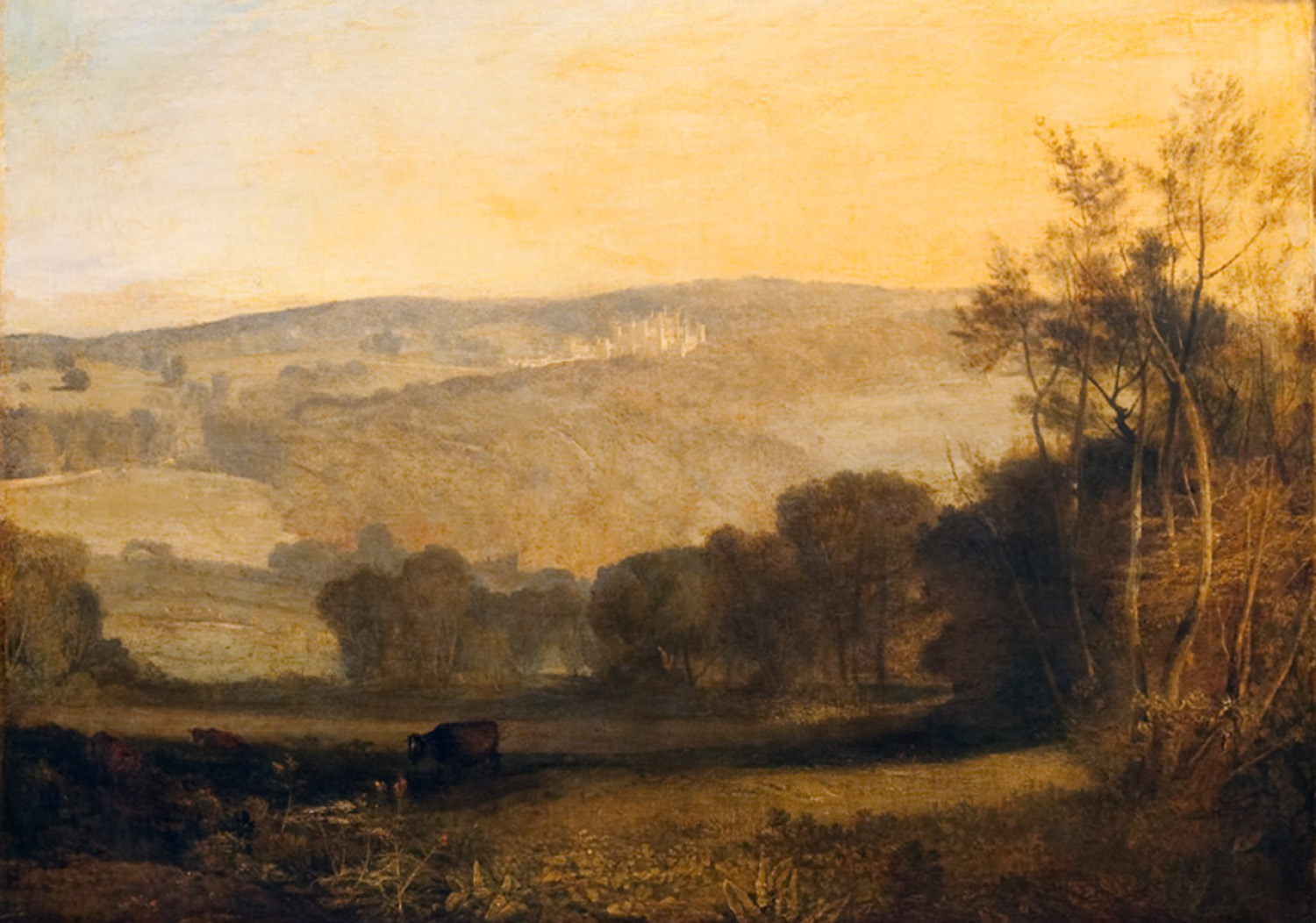
Lowther Castle – Evening. Gemälde von William Turner

Der Earl und die Countess ermutigten auch Künstler, Lowther Castle zu besuchen. Der berühmteste von ihnen war William Turner. Er malte dort das Gemälde „Lowther Castle – Evening“, das heute im Bowes Museum hängt. William Lowther wurde auch der Mäzen von Jacob Thompson, der das oben gezeigte Porträt von ihm malte.
1839 besuchte Mrs Harriette Story Paige Lowther Castle mit Daniel Webster, einem bekannten US-amerikanischen Politiker. Einen detaillierten Bericht ihrer Erfahrungen kann man in ihrem Tagebuch lesen:

„Wir erreichten Lowther Castle gerade zur Mittagsstunde, entgegen der englischen Etikette, die gewöhnlich die Zeit des Ankommens auf 1–2 Stunden vor dem Abendessen festsetzt, wenn bei der Ankündigung dieses Mahles sich die Gäste zum ersten Mal treffen. Die Glocke des Landhauses wurde geläutet, als wir durch den bogenbewehrten, steinernen Torweg fuhren, nachdem wir durch noble Parks gefahren waren.“

Daniel Websters Gattin führte auch ein Tagebuch und beschrieb ihre Erfahrungen desselben Besuches auf Lowther Castle.

## William Lowther, 2. Earl of Lonsdale

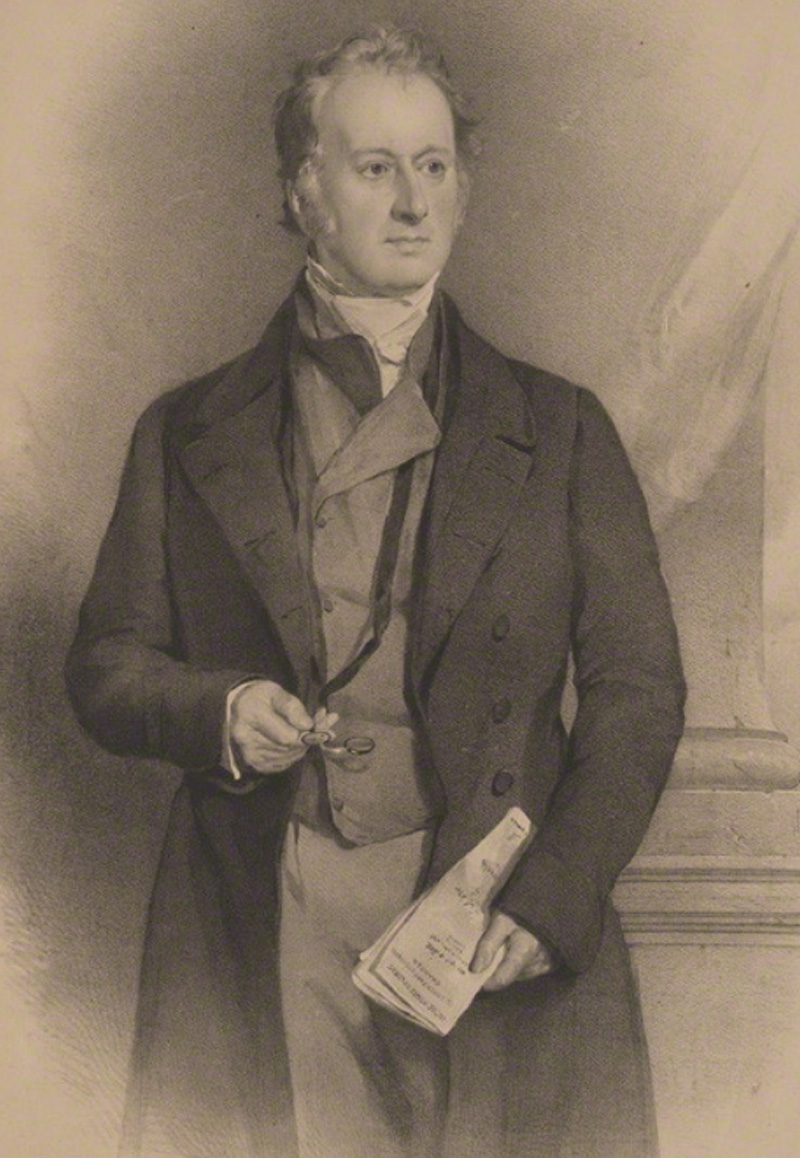
William Lowther, 2. Earl of Lonsdale

William Lowther, der 2. Earl of Lonsdale, wurde 1787 geboren. Er ging in die Harrow School und studierte ebenfalls an der Universität Cambridge. 1808 folgte er den Fußstapfen seines Vaters und wurde Politiker; die folgenden 33 Jahre bis 1841 amtete er als Parlamentsabgeordneter. 1844 erbte er nach dem Tod seines Vaters Lowther Castle. Er heiratete nicht, hatte aber etliche illegitime Kinder. Zwei davon erbten von ihm nach seinem Tod hohe Geldsummen.
Das eine Kind, das erbte, war die Tochter Frances Lowther, die 1818 von der Pariser Operntänzerin Pierre-Narcisse Chaspoux geboren wurde. Narcisse hatte später eine Liaison mit Charles Lewis Meryon und gebar 1821 Charles Meryon, den bekannten französischen Maler. Frances Lowther heiratete später den Parlamentsabgeordneten Henry Broadwood und hatte mehrere Kinder. Das andere Kind William Lowthers, das ein Erbe bekam, war Francis William Lowther, ein Offizier der Royal Navy. Er wurde 1841 geboren; seine Mutter war Emilia Cresotti, eine Sängerin an der Pariser Oper. William scheint darüber hinaus noch zwei andere ledige Töchter gehabt zu haben. Eine war Marie Caroline Lowther Saintfal, 1818 von Caroline Saintfal geboren und im Pariser Standesregister vermerkt. Die andere war mit der der berühmten französischen Ballerina Lise Noblet gezeugt.
William Lowther starb 1872, und weil er keine legitimen Erben hatte, fiel das Anwesen von Lowther Castle an seinen Neffen Henry Lowther.

## Henry und Emily Lowther, 3. Earl und Countess of Lonsdale

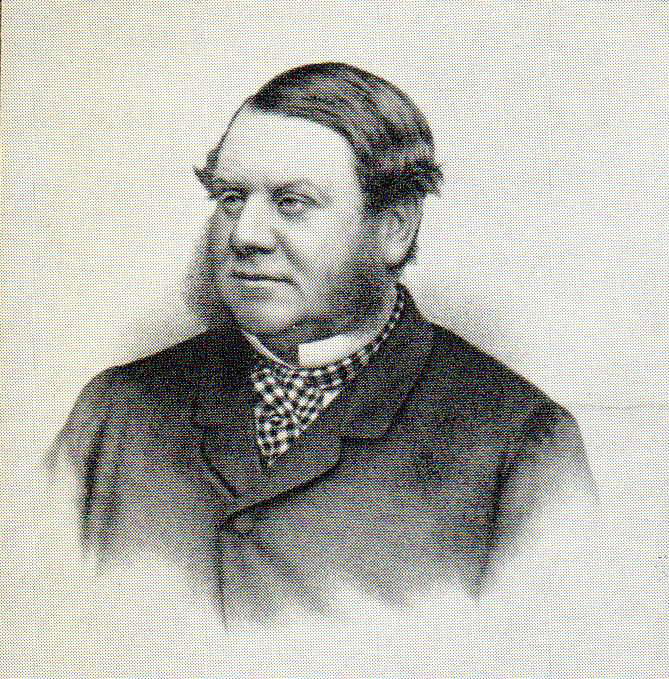
Henry Lowther, 3. Earl of Lonsdale

Henry Lowther war 54 Jahre alt, als er das Anwesen der Familie erbte. Er starb nur vier Jahre später an einer Lungenentzündung. Daher hatte er wenig Einfluss auf die Entwicklung von Lowther Castle.
Henry Lowther war 1818 geboren. Er war der Neffe des 2. Earl of Lonsdale, da er der älteste Sohn von Hon. Henry Cecil Lowther, dem Bruder des 2. Earls, war. Seine Mutter war Lady Lucy Sherard. Er besuchte die Westminster School und anschließend die Universität in Cambridge. 1841 schloss er sich dem 1st Regiment of Life Guards der British Army an. Er war ebenfalls Parlamentsabgeordneter, und zwar von 1847 bis 1872 für West Cumberland.
1852 heiratete er Emily Susan Caulfield, die Tochter von Mr St George Caulfield aus Donoman Castle in Roscommon in Irland. Das Paar hatte sechs Kinder. Als Henry Lowther 1878 starb, erbte sein Sohn St George Lowther das Anwesen und wurde der 4. Earl of Lonsdale.

## St George und Gladys Lowther, 4. Earl und Countess of Lonsdale

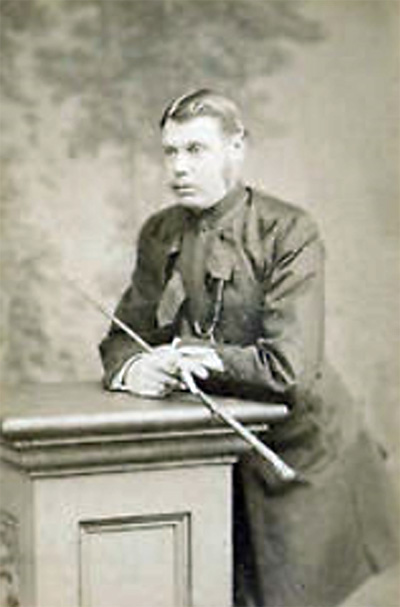
St George Lowther, 4. Earl of Lonsdale

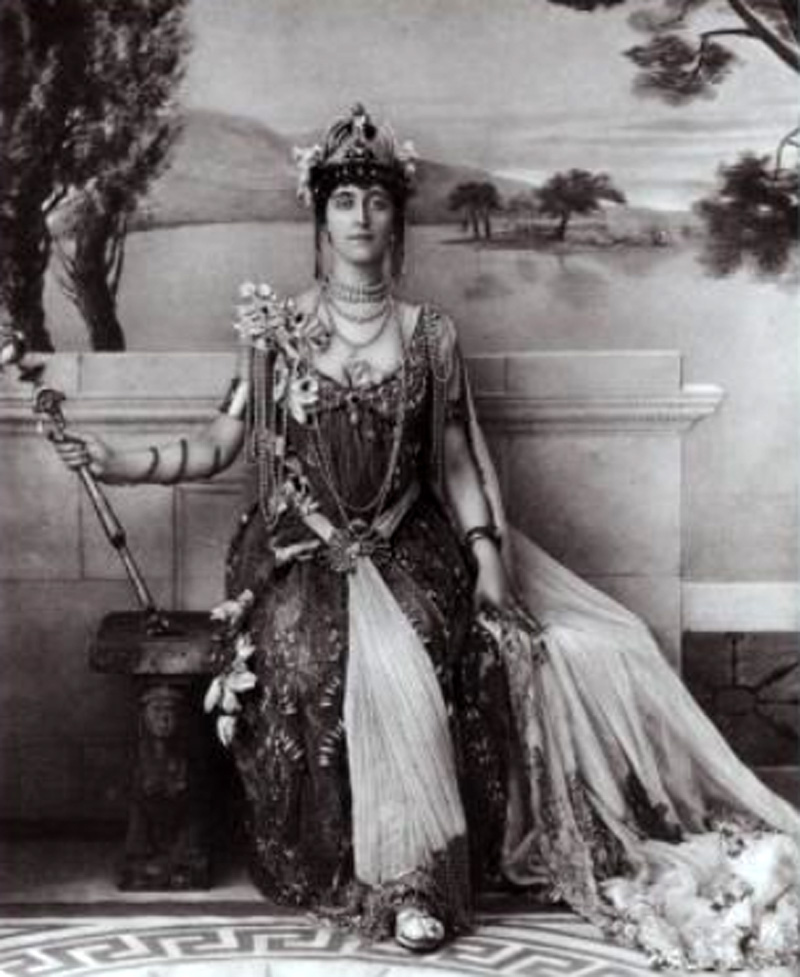
Gladys Lowther, Countess of Lonsdale

St George Lowther wurde 1855 geboren und war erst 23 Jahre alt, als er Lowther Castle erbte. Seine Leidenschaft war die Erforschung der Welt, und nachdem er das Familienvermögen geerbt hatte, verbrachte er viel Zeit an Bord seiner beiden Dampfjachten und unternahm lange Reisen in entfernte Teile der Welt. Er hatte wissenschaftliches Interesse am Meer und seine eingehenden Untersuchungen über das Verhalten des Golfstroms waren wichtig genug, um vom American Hydrological Department veröffentlicht zu werden.
1878 heiratete er Lady Gladys Herbert, eine bekannte Figur der oberen Zehntausend. Sie wurde als „eine der berufsmäßigen Schönheiten, einer ausgesuchten Gruppe eines halben Dutzends von Damen der Gesellschaft, über die man, wie über die heutigen Supermodels, dauernd sprach und deren Portraits öffentlich vermarktet wurden. Alles über sie erschien beeindruckend. Sie war sechs Fuß (1,82 Meter) groß, und ihre dunklen Augen und ihre brillante Färbung ließ jede Frau neben ihn blass erscheinen.“
Die Ehe der beiden wurde nicht als Erfolg gesehen, da St George dauernd auf Reisen war und Gladys in einer Gesellschaft verkehrte, die nicht seine Zustimmung fand. Gladys gab oft Feste auf Lowther Castle, und eine ihrer Besucherinnen war Lilly Langtry, die die Geliebte König Eduards VII. gewesen sein soll. In ihrer Autobiographie beschreibt Lilly Langtry ihren Aufenthalt auf Lowther Castle folgendermaßen:

„Lady Gladys Herbert, die spätere Countess of Lonsdale, war außergewöhnlich hübsch, mit brillanter Färbung und dem Aussehen und Benehmen einer idealen römischen Kaiserin. Wir waren dicke Freundinnen und eine Zeitlang fast unzertrennlich. Ich verbrachte einen Teil eines Sommers mit ihr auf Lowther Castle, bald nach ihrer ersten Heirat, sie holte mich am Bahnhof in Carlisle mit ihrem Ponywagen ab und fuhr mich zum Landhaus. Als wir durch den Park flitzten und die beeindruckenden Mauern von Lowther Castle sich vor uns abzeichneten, gab sie vor, dass das, vor dem sie am meisten Angst hatte, es mir zu zeigen, der Emu war, der über das Gras stolzierte.“

1882 starb St George Lowther im Alter von 26 Jahren nach kurzer Krankheit, der eine Lungenentzündung folgte. Sein jüngerer Bruder Hugh Cecil Lowther erbte das Landhaus.

## Hugh und Grace Lowther, 5. Earl und Countess of Lonsdale

Hugh Lowther, 5. Earl of Lonsdale

Hugh Cecil Lowther wurde 1857 geboren und war 25 Jahre alt, als er das Landhaus erbte. Er war der zweite Sohn des 3. Earl und man erwartete nicht, dass er Verwalter  des Anwesens würde; entsprechend hatte man ihn nicht entsprechend erzogen. Er war nur zwei Jahre auf der Schule in Eton, die er mit zwölf Jahren verließ und seine Zeit für sportliche Aktivitäten verwendete.
1878, vier Jahre, bevor er sein Erbe erhielt, heiratete Hugh Lady Grace Gordon, die dritte Tochter von Charles Gordon, 10. Marquess of Huntly, der drei Jahre sein Senior war. Ihre Familie war gegen die Heirat, da Hugh Lowther damals nicht reich war und nicht verantwortungsbewusst erschien. Dieses Urteil über seinen Charakter bestätigte er im Folgejahr, als er eine große Summe Geldes in Vieh in Amerika investierte. Das Unternehmen brach zusammen und die Familie Lowther musste ihn finanziell retten. Das Paar lebte bei Oakham und Grace wurde schwanger, stürzte aber bei der Jagd schwer und verlor ihr Baby. Danach blieb sie ihr ganzes Leben lang teilbehindert und war nicht mehr imstande, Kinder zu bekommen.
Nachdem Hugh Lowther 1882 das Familienerbe erlangt hatte, ging er seinen vielen Hobbys nach. Er kaufte fuchsfarbene Pferde, Wagen und viele andere Extravaganzen. Er hatte gelb livrierte Lakaien, einen Kammerjunker, einen Kammerherrn und einen Musikmeister, der 24 Musiker instruierte, die von Haus zu Haus zogen. Sein Haushalt reiste in einem eigenen Zug. Hugh Lowther erklärte, dass er wegen seiner Kinderlosigkeit der letzte Lowther sei, womit er die Rechte seines jüngeren Bruders Lancelot Lowther übersah, der schließlich ein größtenteils entleertes Anwesen erben sollte.
Im August 1895 besuchte der deutsche Kaiser Lowther Castle, um Rauhfußhühner zu jagen, und die kaiserliche Flagge wehte über dem Haus. Auch Könige von Italien und Portugal kamen, ebenso der deutsche Kaiser ein zweites Mal 1902. Kaiser Wilhelm II. verlieh Lord Lonsdale den preußischen Kronenorden erster Klasse und schenkte ihm einen Mercedes. Weil Hugh Lowther Autos sehr schätzte, wurde er der erste Präsident der Automobile Association. Er war auch der erste Präsident der Royal International Horse Show bei den Olympischen Spielen. 1920 waren die Wände der Horse-Show-Arena mit einer Replika der Gärten von Lowther Castle dekoriert.
Im Ersten Weltkrieg war Hugh Lowther an der Gründung des Blue Cross beteiligt, wo seine wichtigste Rolle die des Rekrutierungsoffiziers für Männer und Pferde war. Er hatte sein eigenes Pals Battalion namens Lonsdale Battalion (11. Battalion, Border Regiment). Dieses Battalion wurde in der Sommeschlacht fast aufgerieben.
Nach dem Krieg gab Hugh Lowther die Jagd auf und interessierte sich mehr für Rennpferde. Er wurde Senior Steward des Jockey Club. Er konnte nur einen größeren Sieg verzeichnen, und zwar 1922 in St.-Leger. Im House of Lords sah man ihn nur selten.
Wegen seiner Extravaganzen war er gezwungen, einige seiner ererbten Grundstücke zu verkaufen. 1921 wurde Whitehaven Castle verkauft und 1926 Barleythorpe. Im selben Jahr wurden die Kohlenminen in West Cumberland geschlossen. 1935 verließ er Lowther Castle, weil er es sich nicht mehr leisten konnte, dort zu leben, und zog in ein kleineres Haus. Grace Lowther starb 1941, und drei Jahre später, 1944, starb auch Hugh Lowther im Alter von 87 Jahren.

## Nach der Schließung von Lowther Castle
In den Jahren 1939 und 1940 wurde das Landhaus vom Kriegsministerium requiriert und für die Entwicklung von Panzern genutzt. Erst 1954 wurde es an die Familie zurückgegeben. Allerdings konnte sich die Familie die Nutzung und den Erhalt des Landhauses nicht mehr leisten und bot an, es an den National Trust oder andere Institutionen abzugeben, aber in diesen Zeiten der wirtschaftlichen Depression nach dem Krieg fanden sich keine Abnehmer. Damit die Familie nicht auch noch hohe Steuern zahlen musste, ließen sie das Landhaus ausräumen und das Dach entfernen.
Hugh Lowther war der letzte Bewohner von Lowther Castle. Sein Bruder Lancelot Lowther, 6. Earl of Lonsdale, erbte das Anwesen 1944, war aber aufgrund der hohen Schulden seines Bruders gezwungen, viele der Familienerbstücke zu verkaufen. Eine große Auktion wurde 1947 abgehalten. Lancelot Lowther verstarb 1953 und sein Enkel, James Lowther, 7. Earl of Lonsdale, folgte ihm nach.
James Lowther wollte das Anwesen weiterentwickeln und konzentrierte sich auf die Landwirtschaft. Lowther Castle sah er als Extravaganz. Nach seiner Rückkehr aus dem Zweiten Weltkrieg sagte er: „Es war ein Ort, der als Beispiel für große imperiale Dekadenz in einer Zeit von gemeiner Armut gelten kann.“ Die Armee hat im Krieg das Anwesen und die Gebäude beschädigt und das Landhaus stand viele Jahre leer. James Lowther bot das Landhaus als Geschenk an drei Gebietskörperschaften an, aber alle lehnten ab. Damals waren die beiden verbleibenden Möglichkeiten für große Landhäuser, sie für die Öffentlichkeit zu öffnen oder sie abzureißen. Er konnte sich ersteres nicht leisten und war so gezwungen, das Anwesen abzureißen. Er ließ die Mauern des Landhauses als Silhouette stehen. Der Vorhof wurde zu einem Schweinestall und die Betonflächen auf dem Rasen im Süden nutzte er als Fundament für eine Hähnchenzucht. Der Rest der Gärten wurde für die Holzproduktion genutzt.

## Die verlorenen Gärten von Lowther Castle
Die Gärten von Lowther Castle wurden 1935 aufgegeben. Bis dahin zeigten sie die jahrhundertelange, sorgsame Kultivierung durch die aufeinander folgenden Generationen der Familie Lowther. Es gibt eine detaillierte Beschreibung der Gärten, die zu Zeiten des 5. Earls, des letzten Bewohners von Lowther Castle, geschrieben wurde. Diese Beschreibung ist im Folgenden aufgeführt.

### Gärten auf der Westseite des Landhauses
„Hinten an den Büschen hinter der Terrasse findet sich der Felsengarten. Dies war das spezielle Interesse von Lady Lonsdale und ist besonders für seine einmalige Sammlung von Alpenpflanzen und japanischen Zwergahornen bekannt, die im Herbst scharlachrot und karmesinrot werden. Alle Arten von Kletterpflanzen ziehen sich über rustikale Baumstämme und rustikale Brücken überspannen seine Wasserlilienteiche.“
„In der Nähe, nur über zwei fast unsichtbare Wege erreichbar und vollkommen versteckt ist der Garten der süßen Gerüche. Dieser unterscheidet sich von den anderen Gärten – ein ovales Schmuckstück, umgeben von hohen, dunklen Büschen. Alle bekannten süß duftenden Blumen wachsen hier in runden und ovalen Beeten, die entlang des Mittelteils mit duftenden Lilien in der Mitte jedes Beetes arrangiert sind. (Diese duftenden Lilien kann man auf dem Foto rechts sehen.) Um die Kanten dieser Oase konzentrierter Gerüche sind rustikale Sitze auf Heckenkirschenbaumstämmen angeordnet. Dazwischen befinden sich kleine Teiche, die aus Miniaturwasserfällen gespeist werden. (Diese Wasserbaueinrichtungen findet man heute noch im Garten der süßen Gerüche auf Lowther Castle.) Im zentralen Beet ist eine französische Vase, die sich ursprünglich im Garten eines Hauses in Koblenz befand und von Lord Lonsdale sehr bewundert wurde, als er für Armeemanöver in Deutschland weilte. Um sie herum sind die Linien von Omar Khayyam eingeritzt, die mit „Oh Mond meines Entzückens“ beginnen. Dieses Detail wurde vom deutschen Kaiser selbst als Geschenk für Lord Lonsdale im Garten der süßen Gerüche platziert, als er einmal Lowther Castle besuchte. Zu diesem Garten kamen Lord und Lady Lonsdale an den meisten Abenden nach dem Essen – um dort zu sitzen und die Düfte und die Ruhe zu geniesen.“
„Ganz in der Nähe und ebenfalls versteckt ist der japanische Garten, geschmückt mit chinesischen und japanischen Ornamenten, lebensgroßen Bronzevögeln und -tieren, japanischen Schreinen, Zwergbäumen, scharlachroten Lackbrückchen in Miniaturseen, gefüllt mit japanischen Wasserlilien und Iris, winzigen Inseln und verborgenen Wegen.“
„Unterhalb des japanischen Gartens liegt der Rosengarten. Dort sind etwa 25.000 Rosenbüsche gepflanzt, mit Büschel-Rosenzelten in allen vier Ecken. Die Büsche sich auf einem Streifen grünen Rasens mit einem Springbrunnen und einem kleinen Felsen in der Mitte gepflanzt. [Die Überreste des Springbrunnens kann man heute noch im Garten sehen.] Am Ende des Rosengarten befindet sich ein Irisgarten, eingeschlossen von einer geschnittenen Hecke und mit weiteren Lilienteichen mit Steinsitzen und Bleifiguren darin und drum herum.“

### Die Terrasse
„Die Terrasse ist eine von drei natürlichen Terrassen, die innerhalb des Anwesens durch Landsenkungen in vergangenen Tagen entstanden sind – die unterirdischen Felsen und Steine wurden nackt belassen. Sie liegt ein bißchen südwestlich des Landhauses und wurde mit Rasen bepflanzt und an der steilen Seite mit Steinen verkleidet, damit nicht Rehe oder Vieh dort hinauf können oder Kaninchen hineinkommen können. Der angelegte Teil dieses Layouts ist etwa 1,6 km lang und auf der Gartenseite mit Bäumen und Büschen begrenzt. Von der Terrasse ist der Blick über die Berge im Hintergrund ohne Gleichen. Darunter, im Vordergrund der Landschaft, windet sich der River Lowther – manchmal über Sandbänke und Stromschnellen mit tiefen Tobeln und in Abständen von steinernen Bogenbrücken überspannt. Zwischen dem Fluss und Haves Water liegen wogende Hügel und, wenn man etwas nach links schaut, hat man einen ununterbrochenen, meilenweiten Blick über den Park zu den Fjells. Lord Lonsdale und sein Bruder Lancelot ließen ein großes rustikales Sommerhaus in der Mitte der Terrasse bauen, das eine alte Wasseruhr enthält, die aus einem der früheren Lowther-Häuser stammt und die Inschrift „Night cometh“ trägt.“

### Gärten östlich des Landhauses
„Hughs Garten wurde nach den Plänen von Lord Lonsdale selbst kurz vor dem ersten Weltkrieg angelegt und seine wundervolle Anlage geschah nach dem Muster von Versailles. Von einem erhöhten Stück Land südöstlich des Landhauses führen strahlenförmig sechs breite Rasenavenues den Hang hinunter wie Speichen eines riesigen Rades, die umso breiter werden, je weiter sie den Hang hinunterführen. Die Avenues sind durch wunderschön geschnittene, hohe Eibenhecken geteilt, deren Oberkanten in Abständen zu eigenartigen Formen geschnitten sind. Es gibt 3 km von diesen Hecken und Beete entlang ihrer unteren Enden wurden mit Tausenden von Bodendeckern bepflanzt – ein Feuer der Glorie vom Vorfrühling bis zum Spätherbst. Einige schöne alte italienische Brunnenköpfe in behauenem Stein mit schmiedeeisernen Kronen sind da und dort mitten im Rad angeordnet. Die Konzeption dieses Gartens wurde ausschließlich von Lord Lonsdale selbst durchgeführt. Von der Nabe dieses Rades ist der Blick ähnlich wie der von der Terrasse.“
'„In der Nähe von Hughs Garten befindet sich Jack Crofts Teich, ursprünglich eine Viehtränke, jetzt aber in eine charmante Wasserfläche umgewandelt.“

## Erhaltung
Im Jahre 2000 beauftragten Lowther Estate und English Heritage gemeinsam ein Team von Geschichtswissenschaftlern, Landschaftsarchitekten, Architekten und Bauingenieuren, den Zustand des Landhauses und des Grundstücks zu beurteilen. Sie präsentierten den Lowther Castle & Garden Conservation Plan. 2005 bildete Lowther Estate eine informelle Partnerschaft mit der Northwest Development Agency, English Heritage, Cumbria Vision und der Royal Horticultural Society, um das Gelände wieder aufzuarbeiten. Die Pläne sind die Sicherung der Ruine, die Restaurierung des 20 Hektar großen Gartens und die Öffnung des Anwesens für die Öffentlichkeit. Sheppard Robson von Royal Institute of British Architects wurde zum Architekten dieser Arbeiten ernannt. Das Landhaus und 52 Hektar Gelände wurden in eine gemeinnützige Stiftung namens Lowther Castle and Gardens Trust überführt und am 22. April 2011 wurde das Gelände öffentlich zugänglich gemacht. Allerdings soll die komplette Wiederanlage der Gärten zwanzig bis fünfundzwanzig Jahre in Anspruch nehmen.

## Events

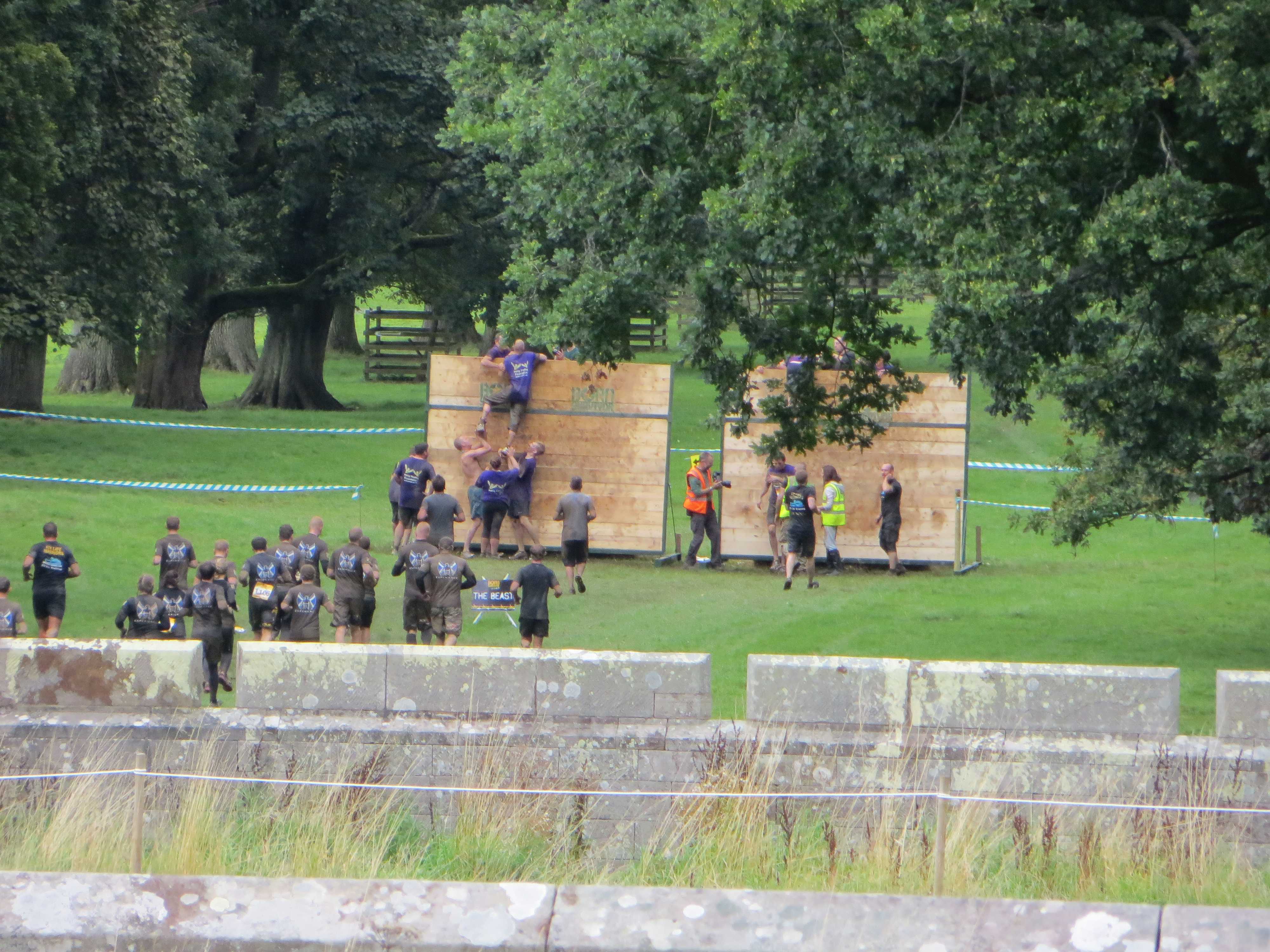
Eines der Hindernisse bei Born Survivor, einem 10 km langen Querfeldeinlauf bei Lowther Castle in Cumbria

Im Rehpark von Lowther Castle finden das Musikfestival Kendal Calling und Born Survivor, ein 10 km langer Hindernislauf, statt.